# تقرير مدقق الحسابات
تقرير مدقق الحسابات هي وثيقٌة مكتوبة صادرة عن شخص مهني يكون أهلاً لإبداء رأي مهني محايدٌ بهدف إعلام مستخدم المعلومات حول درجة التطابق بينٌ المعلومات الاقتصاديةٌ بمعناها المهني المتعارف عليهٌ – كنص الفحص ألانتقادي المنظم لأنظمة الرقابة الداخلية والبيانات والمعلومات المحاسبيةٌ المبينٌة في الدفاتر والسجلات والقوائم الماليةٌ بواسطة المدقق الخارجي ,ً وبما يتٌمشى مع المتطلبات القانونيةٌ والقواعد المهنية بهدف إبداء رأي فن ومحايدٌ عن مدى دقة أو صحة البياٌنات والمعلومات للاعتماد عليهٌا، وما إذا كانت القوائم الماليةٌ التي أعدتها المنشأة تعط صورة صادقة وعادلة عن المركز المالي للمنشأة ونتائج أعمالها في السنة الماليةٌ محل التدقيقٌ.

## مكونات تقرير المراجعة

### العنوان
يساعد العنوان في التعرف على التقرير وعلى التفرقة بينه وبين تقارير أخرى.

### توجيه التقرير
يجٌب أن يوٌجه التقريرٌ إلى الجهة المطلوب توجيهٌه إليهٌا.
وفي نظام الشركات تقضي قيام المراجع بتوجيه تقريره وتقدمه إلى المساهمين في الاجتماع السنوي للجمعيةٌ العموميةٌ (في حالة الشركات المساهمة) أما في حال
المنشاة الأخرى) بخلاف شركات المساهمة (فقد جرى العرف على أن تٌم توجيه تقرير المراجعة للعميل).

### نطاق المراجعة
يجٌب أن يتضمن تقريرٌ المراجعة فقرة مستقلة باسم فقرة نطاق المراجعة، ويجب أن تشمل هذه الفقرة:
1. القوائم الماليةٌ المشمولة بتقريرٌ المراجع.
2. مسئوليةٌ إدارة المنشأة عن إعداد القوائم الماليةٌ.
3. موقف إدارة المنشأة من تمكينٌه من الحصول على البيانات والإيضاحات التي طلبها.
4. معايير المراجعة التي تمت المراجعة وفقا لها.

### التعبير عن الرأي
يجب على المراجع أن يعبر بصراحة عن رأيه في فقرة مستقلة يبيّن فيها ما إذا كانت القوائم المالية تظهر بعدل المراكز المال للمنشأة. وعليه فإنه يجب أن يصدر رأي أي من هذه الآراء
- رأي مطلق
- رأي معارض
- رأي متحفظ
- الامتناع عن إبداء الرأي